# جائزة لويزا غروس هورويتز
جائزة لويزا غروس هورويتز لعلم الأحياء أو الكيمياء الحيوية (بالإنجليزية: Louisa Gross Horwitz Prize for Biology or Biochemistry)‏ هي جائزة سنوية تمنحها جامعة كولومبيا الأمريكية لباحث أو مجموعة من الباحثين حققوا إنجازات بارزة في الأبحاث الأساسية في مجالي علم الأحياء أو الكيمياء الحيوية.
تأسست الجائزة بناء على وصية من س. غروس هورويتز، وسميت بهذا الاسم تكريمًا لاسم أمه، ومُنحت الجائزة لأول مرة سنة 1967.
من بين 74 عالمًا فازوا بالجائزة حتى عام 2006، حصل 39 (53%) في وقت لاحق على جائزة نوبل، منهم 29 حصلوا عليها في مجال الطب و10 حصلوا عليها في مجال الكيمياء. وهي بذلك تعد واحدة من الجوائز التي تبشر الحاصلين عليها بنيل جائزة نوبل.

## الحاصلون على الجائزة
| - 1967 ـ لويس لولوار - 1968 ـ هار غوبند خورانا، مارشال نيرنبرغ - 1969 ـ ماكس دلبروك، سلفادور لوريا - 1970 ـ ألبير كلود، جورج بالاد، كيث بورتر - 1971 ـ هيو هكسلي - 1972 ـ ستيفن كفلر - 1973 ـ ريناتو دولبيكو، هاري إيغل، ثيودور بك - 1974 ـ بوريس إيفروسي - 1975 ـ سوني برغستروم، بنغت صمويلسون - 1976 ـ سيمور بنزر، تشارلز يانوفسكي - 1977 ـ مايكل هايدلبرغر، إلفين كابات، هنري كنكل - 1978 ـ ديفيد هوبل، فيرنون ماونتكاسل، تورستن فيزل - 1979 ـ ولتر غيلبرت، فردريك سانغر - 1980 ـ سيزار ميلشتاين - 1981 ـ آرون كلوغ - 1982 ـ باربرا مكلنتوك، سوسومو تونيغاوا - 1983 ـ ستانلي كوهين، فكتور هامبورغر، ريتا ليفي مونتالشيني - 1984 ـ مايكل ستيوارت براون، جوزف غولدشتاين - 1985 ـ دونالد براون، مارك بتاشنه - 1986 ـ إرفين نيهر، بيرت زاكمان - 1987 ـ غونتر بلوبل - 1988 ـ توماس تشيك، فيليب شارب - 1989 ـ ألفريد جيلمان، إدوين كريبس - 1990 ـ ستيفن هاريسون، مايكل روسمان، دون كريغ ويلي - 1991 ـ ريتشارد إرنست، كورت فوتريخ | - 1992 ـ كرستيانه نوسلاين فولهارد، إدوارد لويس - 1993 ـ نيكول مارت لو دواران، دونالد ميتكالف - 1994 ـ فيليب ماراك، جوزيف كابلر - 1995 ـ ليلاند هارتوال - 1996 ـ كلاي أرمسترونغ، بيرتل هيل - 1997 ـ ستانلي بروسينر - 1998 ـ أرنولد ليفين، بيرت فوغلشتاين - 1999 ـ بيير شامبون، روبرت رودر، روبرت تجيان - 2000 ـ هوارد روبرت هورفيتز، ستانلي كورسماير - 2001 ـ أفرام هيرشكو، ألكسندر فارشافسكي - 2002 ـ جيمس روثمان، راندي شيكمان - 2003 ـ رودريك ماكينون - 2004 ـ توني هنتر، توني باوسون - 2005 ـ عادا يونات - 2006 ـ روجر كورنبيرغ - 2007 ـ جوزيف غول، إليزابيث بلاكبيرن، كارول غريدر - 2008 ـ فرانتس-أولريش هارتل، آرثر هورويتش، وجائزة شرفية لاسم روزاليند فرانكلين - 2009 ـ فكتور أمبروس، غاري روفكون - 2010 ـ توماس كيلي، بروس ستيلمان - 2011 ـ جيفري هول، مايكل روزباش، مايكل يانغ - 2012 ـ ريتشارد لوسيك، جو لوتكنهاوس، لوسي شابيرو - 2013 ـ إدفارد موزر، ماي-بريت موزر، جون أوكيف - 2014 ـ جيمس أليسون - 2015 ـ س. لورنس زيبورسكي - 2016 ـ حاييم سدر، أهارون رازين، غاري فلسنفيلد - 2017 ـ جيفري غوردون |

## وصلات خارجية
- الموقع الرسمي للجائزة (بالإنجليزية)